# Комбинаторный поиск
Комбинаторный поиск — это поиск и подсчет количества числа комбинаций, которые можно составить из заданных элементов, соблюдая заданные условия. Применяется в решении задач теории вероятностей и математической статистики.

## Примеры
Пример №1 (простейший комбинаторный поиск):
В конкурсе участвуют 6 учеников, обозначим их 1,2,3,4,5,6. Как могут распределиться места между участниками в конкурсе?
(1,2,3,4,5,6)
(3,5,6,1,2,4)
(2,4,3,1,6,5)
Вариантов существует, ровно столько сколько существует вариантов перестановок из шести чисел.
Пример №2:
Та же задача, но теперь для 6 участников конкурса есть три призовых места.
Может быть призовые места распределятся 4,6,1, или 5,2,3, очевидно, что вариантов распределения в тройке победителей, может быть ровно столько, сколько существует способов выбора трех чисел из шести.
Пример №3:
Усложняем задачу, когда для участников конкурса появляется возможность занять 1, 2 или 3 призовое место. Теперь нужно рассмотреть не только варианты, когда участник попадает в призовую тройку, но и то, как распределятся 1, 2 и 3 место между призерами.
Простейшие комбинации, с которыми имеет дело комбинаторный поиск -
сочетания, размещения, перестановки.
Сочетанием из n элементов по m при 1 ≤ m ≤ n – называется всякая комбинация, объединяющая m каких-нибудь элементов из числа данных n элементов. Две такие комбинации считаются различными, если какой-нибудь из данных n элементов входит в одну из них, но не входит в другую комбинацию.
Размещением из n элементов по m при 1 ≤ m ≤ n - называется всякая комбинация, объединяющая в определенном порядке m каких-нибудь элементов из числа данных n элементов. Две такие комбинации считаются различными, если они отличаются либо своим составом, либо порядком следования входящих в них элементов. Либо и тем и другим.
Размещение из n элементов по n элементов называется перестановкой из данных n элементов.

## Принципы комбинаторики
Существуют два основных принципа:

### Принцип сложения
Предположим, что та или иная задача решается любым из k методов, причем первый метод можно применить n1 способами, второй метод n2 способами, ……., k-й метод nk способами. Тогда задача решается n1 +  n2 + ……. nk  способами.

### Принцип умножения
Предположим, что та или иная задача решается за k последовательных этапов, причем число способов решения задачи на каждом следующем этапе не зависит от того, какими именно возможными способами она решалась на всех предыдущих этапах, и составляет n1 способов на первом этапе, n2 на втором этапе …nk  способов на k-м этапе. Два решения считаются разными, если они получены по-разному хотя бы на одном из этапов. В этих условиях задачу можно решить n1 * n2 * ·····  nk  способами.